# Ischar Kurbajew
Ischar Muchamietowicz Kurbajew (oryg. Исхар Мухаметович Курбаев; ur. 6 sierpnia 2003) – kazachski zapaśnik walczący w stylu klasycznym. Zajął siódme miejsce na mistrzostwach świata w 2024. 
Drugi na MŚ U-23 w 2023. Mistrz świata juniorów w 2023 i trzeci wśród kadetów w 2018. Wicemistrz Azji kadetów w 2018 roku.